# Наука в Німеччині
Наукові дослідження в Німеччині проводяться як на державному, так і на недержавному рівні.

## Наукові установи

### Університети і фахові вищі навчальні заклади
Університетські дослідження відрізняються тематичною й методичною широтою, тоді як фахові вищі навчальні заклади здійснюють дослідницьку діяльність орієнтовану на прикладні цілі.
Ще одне завдання вищих шкіл — це підготовка молодих науковців.

### Позауніверситетське дослідництво
У сфері позауніверситетського дослідництва утворилось чотири дослідницькі організації з різними профілями і пріоритетами, які доповнюють університетське дослідництво.
1. Науково-дослідні інститути Товариства ім. Макса Планка (MPG) характеризуються фундаментальними дослідженнями у нових галузях. Тематичні дослідницькі пріоритети лежать у біологічно-медичній, фізико-хіміко-технічній, соціальній та гуманітарній сферах.
2. Товариство імені Фраунгофера (FhG) зосереджуэться на прикладних дослідженнях. У його інститутах проводяться, наприклад, договірні дослідження для промисловості, сервісних підприємств, державних установ.
3. Товариство Гельмгольца (HGF) об'єднує 15 крупних науково-дослідних центрів, які надають великі прилади і відповідну інфраструктуру в розпорядження національних та міжнародних дослідницьких гуртів. У шести надцентрових дослідницьких царинах проводяться передові дослідження стратегічно-програмного спрямування.
4. Пріоритетом інститутів Наукового товариства ім. Лейбніца (WGL) є міждисциплінарні та орієнтовані на запити дослідження. Існують численні коопераційні зв'язки з промисловістю, сферою врядування і політики; частково здійснюється дуже тісна співпраця з університетами.

## Економіка— найважливіший предмет досліджень
Важливим суб'єктом німецького дослідницько-інноваційного краєвиду є, зокрема, економіка. Дві третини дослідницьких коштів, інвестованих щороку у Німеччині, походять із підприємств економіки. Ці кошти використовуються як для власних досліджень підприємств, так і для спільних проєктів із партнерами з наукової галузі. Такі дослідження орієнтовані на прикладні цілі і мають на меті результати, що можуть знайти безпосереднє застосування.

## Чинники успішності
Багатогранність німецької дослідницької системи є, зокрема, результатом федеральної структури та розмірів країни. З одного боку, вона уможливлює широке розмаїття досліджуваних галузей, з іншого боку — спеціалізацію.
Важливим чинником успішності та результативності німецького дослідництва є тісне співробітництво різних суб'єктів (наприклад, шляхом утворення дослідницьких об'єднань між позауніверситетськими дослідницькими установами, інституціями та підприємствами, шляхом запрошення дослідницьких установ та інститутів до посилення дослідницько-навчального процесу у співпрацюючих з ними вишах тощо).

## Фінансування
Розмаїтість і диференційованість німецької дослідницько-інноваційної системи відображається у фінансових потоках, що живлять систему. Державні установи фінансуються за рахунок не лише державних коштів, але й додаткових коштів третіх сторін з економіки, в той час як приватні дослідження отримують також державне сприяння.
Розробка нових технологій, що творять народогосподарський добробут, є першочерговим завданням економіки. Відповідно до цього майже дві третини всіх витрат з валового внутрішнього продукту на наукові дослідження та дослідно-конструкторські розробки припадають у Німеччині на економіку. Це відповідає 37,67 млрд євро або 1,68 % валового внутрішнього продукту.
Приблизно третину усіх витрат на здійснення наукових досліджень та дослідно-конструкторських розробок фінансує держава. За рахунок цих коштів надається, наприклад, підтримка дослідженням у тих галузях науки, які (ще) не мають безпосереднього відношення до технологічного та економічного розвитку, але є в інтересах суспільства, наприклад, тому, що фундаментальні дослідження здатні створити імпульси для дослідницьких галузей, орієнтованих на прикладні цілі.
Важливе значення в науковій системі має вишкіл молодих науковців, а отже державне сприяння важливе також і з цієї причини.
Для зміцнення інноваційної потуги у Німеччині є доцільною цілеспрямована державна підтримка підприємств малого та середнього бізнесу. Адже саме вони часто відіграють авангардну роль в імплементації результатів наукових досліджень та дослідно-конструкторських у вигляді нових продуктів, процедур та послуг.

## Взаємодія Федерації та федеральних земель
Відповідно до федеральної системи Федеративної Республіки Німеччина Федерація і федеральні землі взаємодіють у галузі державного сприяння дослідницькій діяльності. Активну участь у цьому беруть як на федеральному, так і на земельному рівнях як міністерства наукових досліджень, так і інші відомства (наприклад, економічні, екологічні).
Спільна Наукова конференція (GWK), яка на початку 2008 року замінила Комісію «Федерація — федеральні землі» (BLK) і в рамках якої зустрічаються міністри наукових досліджень та міністри фінансів Федерації і федеральних земель, є форумом для обміну досвідом і координації науково-дослідницької політики. Крім того, GWK служить спільній взаємодії в галузі сприяння науковим організаціям, а також проєктам, що мають надрегіональне значення (наприклад, Ініціатива Відмінності (Exzellenzinitiative) і Пакт про вищу школу (Hochschulpakt).
Наукова рада, що складається з учених, відомих особистостей державно-суспільного життя та представників Федерації і федеральних земель, консультує Федеральний уряд і уряди федеральних земель щодо наукової політики та висловлює свої рекомендації.

## Державне сприяння дослідницькій діяльності
Державне сприяння дослідницькій діяльності у смислі фінансового сприяння базується головним чином на двох опорах: інституційному сприянні та проєктній підтримці.

### Інституційне сприяння
Інтистуційне сприяння характеризується тим, що держава безпосередньо фінансує установи, у яких проводяться дослідження. Так, наприклад, чотири згадані вище наукові організації фінансуються спільно Федерацією і федеральними землями, причому відповідна частка має різні розміри (наприклад, частка Федерації у фінансуванні Співтовариства ім. Гельмгольца і Товариства ім. Фрауенгофера становить 90 %, Товариства ім. Макса Планка і Співтовариства ім. Лейбніца — 50 %).
Важливим суб'єктом інтистуційного сприяння є Німецьке науково-дослідницьке співтовариство (DfG), основне завдання якого полягає в підтримці дослідництва у вищих школах і державних дослідницьких установах. Німецьке науково-дослідницьке співтовариство є центральною самоврядною установою наукової галузі з питань сприяння науковим дослідженням у вищих школах та у фінансованих державою дослідницьких інституціях у Німеччині. За рахунок коштів, які спільно виділяються Федерацією і федеральними землями, DfG надає сприяння дослідницьким проєктам, зокрема, у вищих школах, роблячи тим самим суттєвий внесок у зміцнення та інтеграцію досліджень у Німеччині та у міжнародну співпрацю і в сприяння підготовці молодих науковців. Кошти для фінансування вищих шкіл згідно з положеннями Основного закону (Конституції) Німеччини виділяються в першу чергу федеральними землями.

### Проєктна підтримка
На відміну від цього, проєктна підтримка направлена на цілеспрямовану підтримку специфічних науково-дослідних проєктів у конкретних дослідницьких сферах і здійснюється в рамках відповідних програм. Вона надається вищим школам, дослідницьким установам та підприємствам і розрахована у протилежність інституційному сприянню на коротко- та середньострокові періоди. У проєктній підтримці часто задіяні так звані виконавці проєктів, що виконують як адміністративні, так і дорадчі завдання.

## Сприяння з боку ЄС
Поруч із DfG існують й інші організації сприяння та фундації, які активно працюють у сфері сприяння дослідницькій діяльності. У цьому зв'язку слід згадати також сприяння з боку Європейського Союзу, наприклад, у рамках адміністрованої Європейською Комісією Рамкової дослідницької програми. 27.02.2007 почала працювати Європейська дослідницька рада (European Research Council — ERC). Йдеться про установу для фінансування фундаментально орієнтованих досліджень, створену як складова частина 7-ї Рамкової дослідницької програми ЄС (2007 — 2013 рр.)